# 4-Hydroxymandelonitril
4-Hydroxymandelonitril ist eine organische Verbindung aus der Gruppe der Cyanhydrine, der als Naturstoff vorkommt.

## Isomere
Von 4-Hydroxymandelonitril existieren zwei spiegelbildliche Isomere: (S)-4-Hydroxymandelonitril und (R)-4-Hydroxymandelonitril.
| Isomere von 4-Hydroxymandelonitril |                             |                            |
| Name                               | (S)-4-Hydroxymandelonitril  | (R)-4-Hydroxymandelonitril |
| Strukturformel                     |                             |                            |
| CAS-Nummer                         | 71807-09-5                  | 77943-99-8                 |
| CAS-Nummer                         | 13093-65-7 (unspezifiziert) |                            |
| EG-Nummer                          | –                           | 632-848-8                  |
| EG-Nummer                          | – (unspezifiziert)          |                            |
| ECHA-Infocard                      | –                           | 100.160.971                |
| ECHA-Infocard                      | – (unspezifiziert)          |                            |
| PubChem                            | 440104                      | 14293614                   |
| PubChem                            | 166768 (unspezifiziert)     |                            |
| Drugbank                           | DB03430                     | –                          |
| Drugbank                           | –                           |                            |
| Wikidata                           | Q27094357                   | Q131767318                 |
| Wikidata                           | Q27102830 (unspezifiziert)  |                            |

## Vorkommen

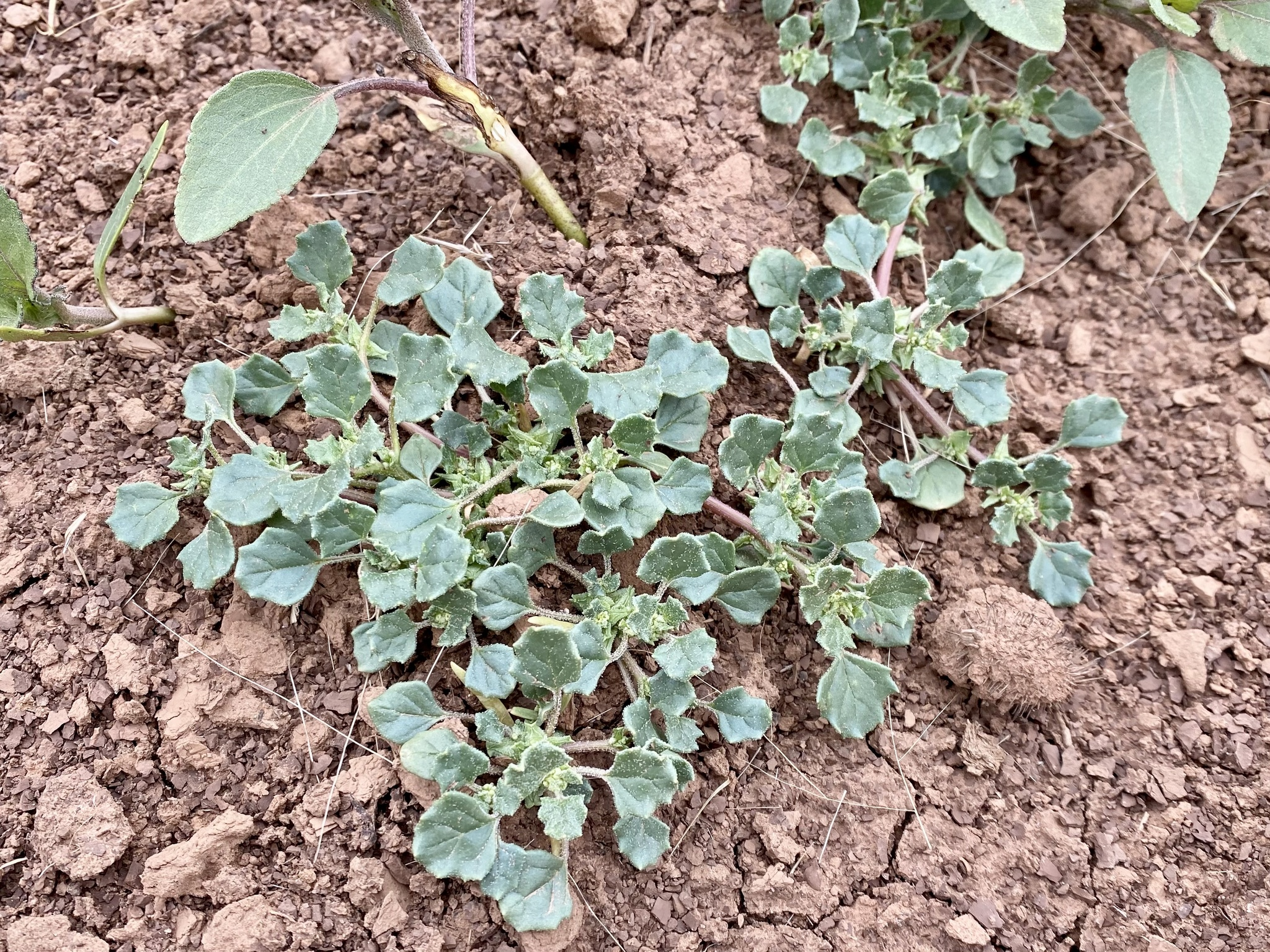
Suckleya suckleyana

Beide Enantiomere kommen natürlich als Aglycon in cyanogenen Glycosiden vor. Taxiphyllin ist das Glucosid von (R)-4-Hydroxymandelonitril, Dhurrin das Glucosid von (S)-4-Hydroxymandelonitril. Dhurrin kommt beispielsweise in allen Teilen der Pflanze Suckleya suckleyana (Familie Fuchsschwanzgewächse) vor, außerdem in der Sorghumhirse, während Taxiphyllin beispielsweise im Strand-Dreizack vorkommt.

## Biosynthese
Die Biosynthese verläuft vermutlich ausgehend von Tyrosin über 4-Hydroxyphenylacetaldoxim und 4-Hydroxyphenylacetonitril zu Hydroxymandelonitril, welches leicht zu 4-Hydroxybenzaldehyd und Cyanwasserstoff zerfällt, in Gegenwart von UDP-Glucose und einer Glucosyltransferase aber zu Dhurrin oder Taxiphyllin glucosyliert wird.

## Herstellung
Racemisches 4-Hydroxymandelonitril kann durch Reaktion von 4-Hydroxybenzaldehyd mit Cyanwasserstoff in tert-Butylmethylether in Gegenwart eines schwach basischen Ionentauschers hergestellt werden. Die enzymatische enantioselektive Synthese von (R)-4-Hydroxymandelonitril ist in einem zweiphasigen System (Pufferlösung pH 5,5 / tert-Butylmethylether) möglich. Dabei wird das Edukt 4-Hydroxybenzaldehyd im organischen Lösungsmittel gelöst, das Enzym Hydroxynitrillyase aus Prunus amygdalis (Mandelbaum) im Puffer, und Cyanwasserstoff zugegeben.

## Externe Links zu erwähnten Verbindungen
1. ↑  Externe Identifikatoren von bzw. Datenbank-Links zu 4-Hydroxyphenylacetaldoxim:  CAS-Nr.: 23745-82-6, PubChem: 152653, ChemSpider: 134545, Wikidata: Q27098176.